# 鉤虫感染症
鉤虫感染症（こうちゅうかんせんしょう）は、腸内寄生虫の一種である鉤虫による感染症である。感染初期に感染部位にかゆみや発疹が発生することがある。鉤虫の数が少ないと、症状がみられない場合がある。多数の鉤虫に感染した場合、腹痛、下痢、体重の減少、倦怠感、などの症状がみられる。子供の場合、精神的および肉体的発達に害を与える可能性がある。貧血を起こす場合がある。
一般的に人に感染する鉤虫感染症には、鉤虫症とアメリカ鉤虫症の2つあり、それぞれ、鉤虫ドゥオデナーレ（Ancylostoma duodenale）とアメリカ鉤虫（Necator americanus）が原因である。鉤虫の卵は感染者の便に沈着する。これらが幼虫（未熟な鉤虫）に孵化して皮膚に潜り込み感染する。この他にも、汚染された食品から感染が拡散されることがある。危険因子には、衛生状態が悪い温暖な気候で裸足で歩くことがあげられる。診断は、顕微鏡で便のサンプルを検査することによって判明する。
鉤虫感染症が一般的にみられる地域での個人レベルの予防は、裸足で歩かないことである。大衆レベルでの効果的な予防は、屋外排泄を減らすこと、生の糞便を肥料として使用しないこと、大量の駆虫である。治療は通常、医薬品のアルベンダゾールまたはメベンダゾールの1〜3日間の投与である。貧血の人には鉄分サプリメントの投与が必要な場合がある。
2015年に鉤虫に感染した人数は約4億2800万人である。重度の感染症は子供と大人の両方にみられるが、一般的に大人の重症化はあまりみられない。鉤虫感染症が致命的となることはまれである。鉤虫感染症は土壌伝播蠕虫症であり、顧みられない熱帯病に分類される。